# Svatobor (Šumavské podhůří)
Svatobor (německy Heiliger Hain) patří mezi nejvyšší vrcholy Svatoborské vrchoviny, která je geomorfologickým podcelkem Šumavského podhůří. Nejvyšší bod se nachází v nadmořské výšce 845 m n. m. asi 2 km západně od Sušice. Vrch nápadně převyšuje své okolí, je přirozenou dominantou Sušice.
Na úpatí Svatoboru byly nalezeny pozůstatky osídlení ze střední doby kamenné a zbytky pohřebiště slovanské osady existující před založením města Sušice. Také se zde nachází bývalé lázně Odolenka.
V roce 1868 byl ze Svatoboru vybrán jeden ze základních kamenů Národního divadla. Poblíž rozhledny se nachází 75 m vysoká retranslační televizní věž.

## Rozhledna a chata
V roce 1896 se na vrcholu Svatoboru začala stavět rozhledna, která byla dokončena v roce 1898. V roce 1899 začal odbor KČT Sušice připravovat stavbu turistické chaty.
Turistická chata i rozhledna byli později zbořeny a v roce 1935 byla postavená nová 31 m vysoká kamenná rozhledna, o rok později turistická chata Klubu českých turistů. 

## Fotogalerie

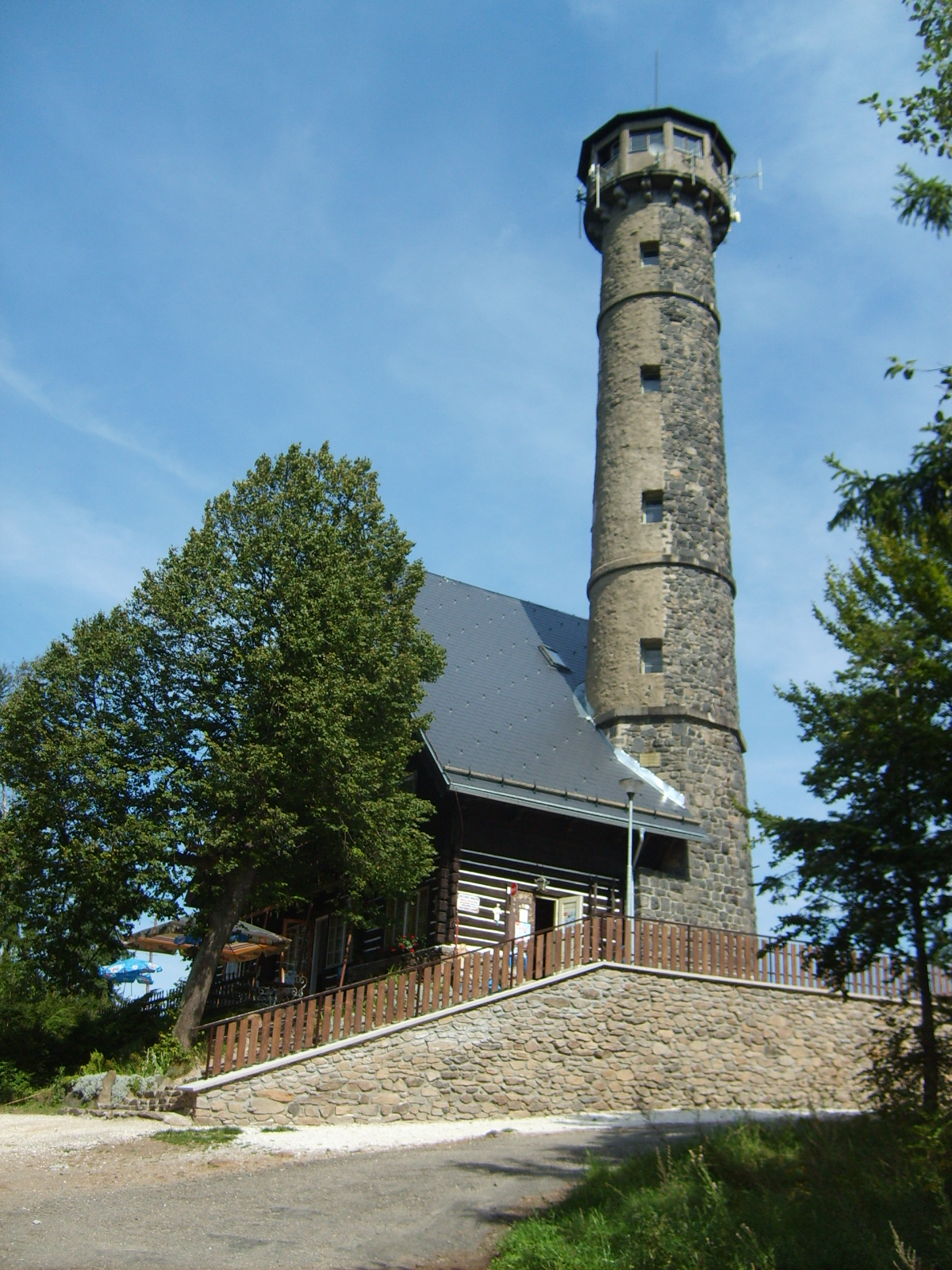
Rozhledna na vrcholu Svatoboru
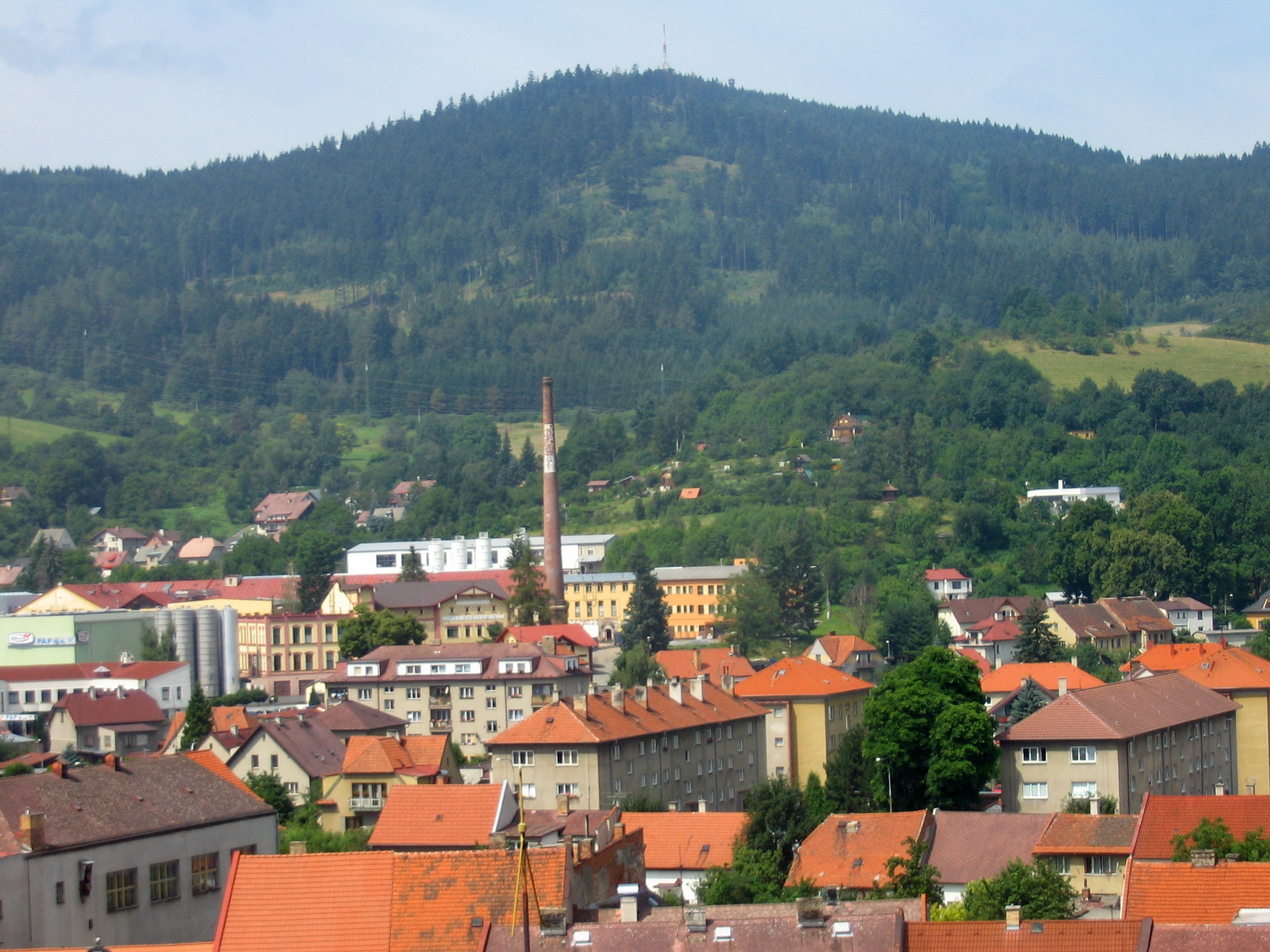
Svatobor od východu. V popředí město Sušice
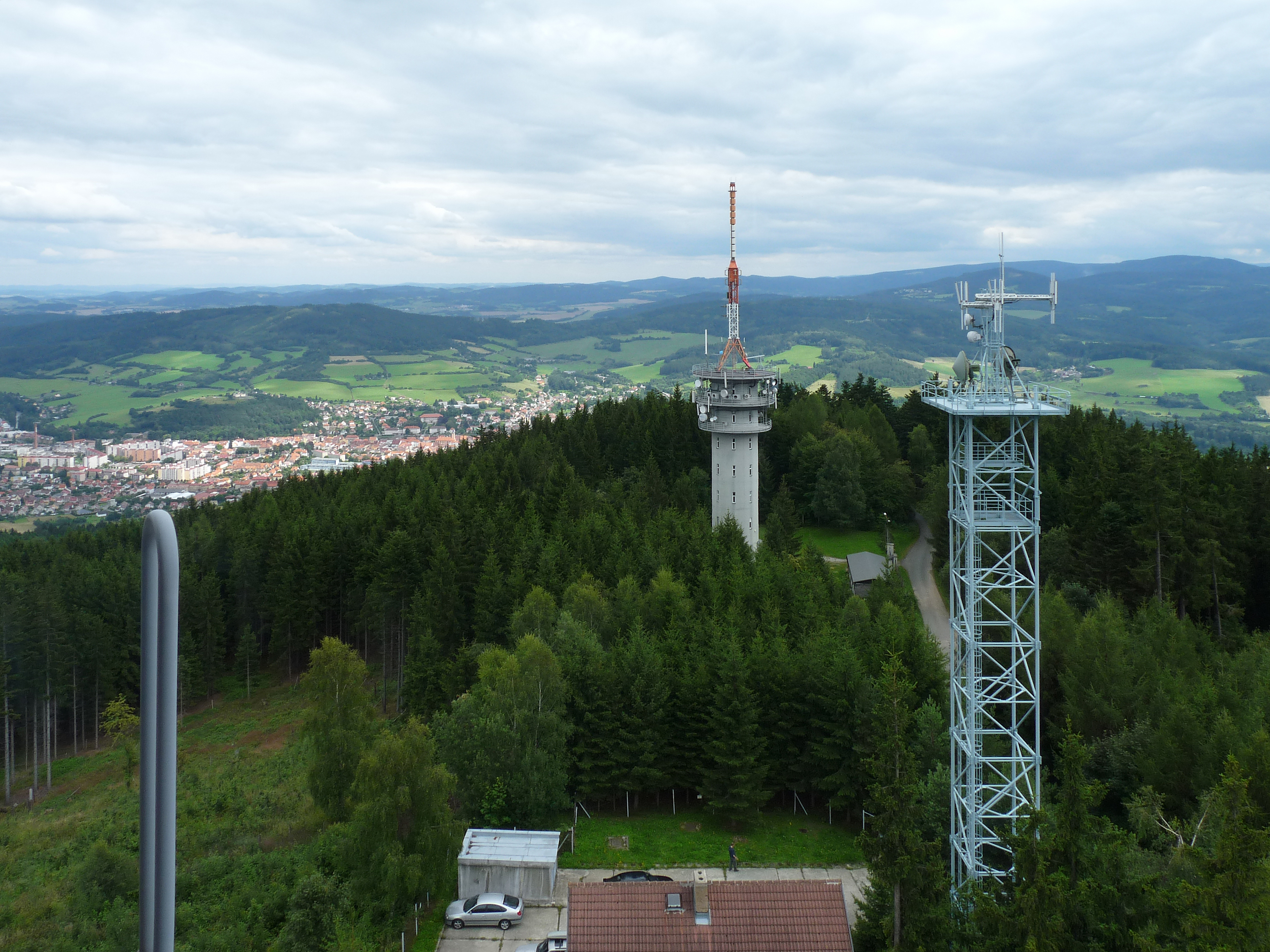
Pohled ze Svatoboru východním směrem; v údolí město Sušice